# Trimeresurus vogeli
Trimeresurus vogeli е вид змия от семейство Отровници (Viperidae). Видът не е застрашен от изчезване.

## Разпространение и местообитание
Разпространен е във Виетнам, Камбоджа, Лаос и Тайланд.
Обитава гористи местности, национални паркове, хълмове, ливади и плата.